# Tsjechië op het Eurovisiesongfestival 2024
Tsjechië nam in 2024 voor 12de keer deel aan het Eurovisiesongfestival, dat in 2024 in de Zweedse stad Malmö gehouden werd op 7,9 en 11 mei 2024.
Op 16 oktober 2023 maakte de nationale omroep Česká televize bekend dat ze ook tijdens de 68ste editie van het liedjesfestival aanwezig zullen zijn. Dit nieuws werd ook officieel bevestigd toen de EBU op 5 december 2023 de volledige deelnemerslijst bekendmaakte. Tsjechië was daarop te zien als een van de 37 deelnemende landen. Tsjechië zou dit jaar voor het derde jaar op rij gebruik maken van hun nationale selectie ESCZ. Deze nam plaats op 4 december 2023 in Roxy Club in Praag. Er zouden 7 acts deelnemen en de winnaar zou gekozen worden door een online stemming. Een week later, op 12 december 2023 werd bekendgemaakt dat de 23 jaar oude Aiko de Tsjechische vlag zou zwaaien in Malmö. Dit zal ze doen met haar nummer Pedestal. Het nummer schreef ze na een relatie, ze besefte dat ze zichzelf meer op de voorgrond moest plaatsen en trotser moest zijn op haarzelf. 

## In Malmö
Aiko stond op 9 mei 2024 in de tweede halve finale van het Eurovisiesongfestival. Ze kreeg onvoldoende stemmen om de finale te bereiken. 

Albanië · Armenië · Australië · Azerbeidzjan · België · Cyprus · Denemarken · Duitsland · Estland · Finland · Frankrijk · Georgië · Griekenland · Ierland · IJsland · Israël · Italië · Kroatië · Letland · Litouwen · Luxemburg · Malta · Moldavië · Nederland · Noorwegen · Oekraïne · Oostenrijk · Polen · Portugal · San Marino · Servië · Slovenië · Spanje · Tsjechië · Verenigd Koninkrijk · Zweden · Zwitserland
1956 · 1957 · 1958 · 1959 · 1960 · 1961 · 1962 · 1963 · 1964 · 1965 · 1966 · 1967 · 1968 · 1969 · 1970 · 1971 · 1972 · 1973 · 1974 · 1975 · 1976 · 1977 · 1978 · 1979 · 1980 · 1981 · 1982 · 1983 · 1984 · 1985 · 1986 · 1987 · 1988 · 1989 · 1990 · 1991 · 1992 · 1993 · 1994 · 1995 · 1996 · 1997 · 1998 · 1999 · 2000 · 2001 · 2002 · 2003 · 2004 · 2005 · 2006 · 2007 · 2008 · 2009 · 2010 · 2011 · 2012 · 2013 · 2014 · 2015 · 2016 · 2017 · 2018 · 2019 · 2020 · 2021 · 2022 · 2023 · 2024 · 2025 · 2026
Zie ook: Junior Eurovisiesongfestival · Eurovision Choir · Eurovisiedansfestival · Eurovision Young Musicians · Eurovision Young Dancers
2007 · 2008 · 2009 · 2010-2014 · 2015 · 2016 · 2017 · 2018 · 2019 · 2020 · 2021 · 2022 · 2023 · 2024 · 2025